# خوان كارلوس هيناو
خوان كارلوس هيناو (بالإسبانية: Juan Carlos Henao)‏ (30 ديسمبر 1971 بميديلين في كولومبيا - ) هو لاعب كرة قدم كولومبي في مركز حراسة المرمى. شارك مع منتخب كولومبيا لكرة القدم. أما مع النوادي، فقد لعب مع أونس كالداس ونادي سانتوس ونادي ميلوناريوس وأتلتيكو ماراكايبو ‏ وريال قرطاجنة وأتليتيكو بوكارامانغا.

## وصلات خارجية
- خوان كارلوس هيناو على موقع قاعدة بيانات كرة القدم.إي يو (الإنجليزية)
- خوان كارلوس هيناو على موقع ناشيونال فوتبول تيمز (الإنجليزية)
- خوان كارلوس هيناو على موقع Soccerway.com (الإنجليزية)
- خوان كارلوس هيناو على موقع AS.com (الإسبانية)